# Opération Abercrombie
Pour les articles homonymes, voir Abercrombie.

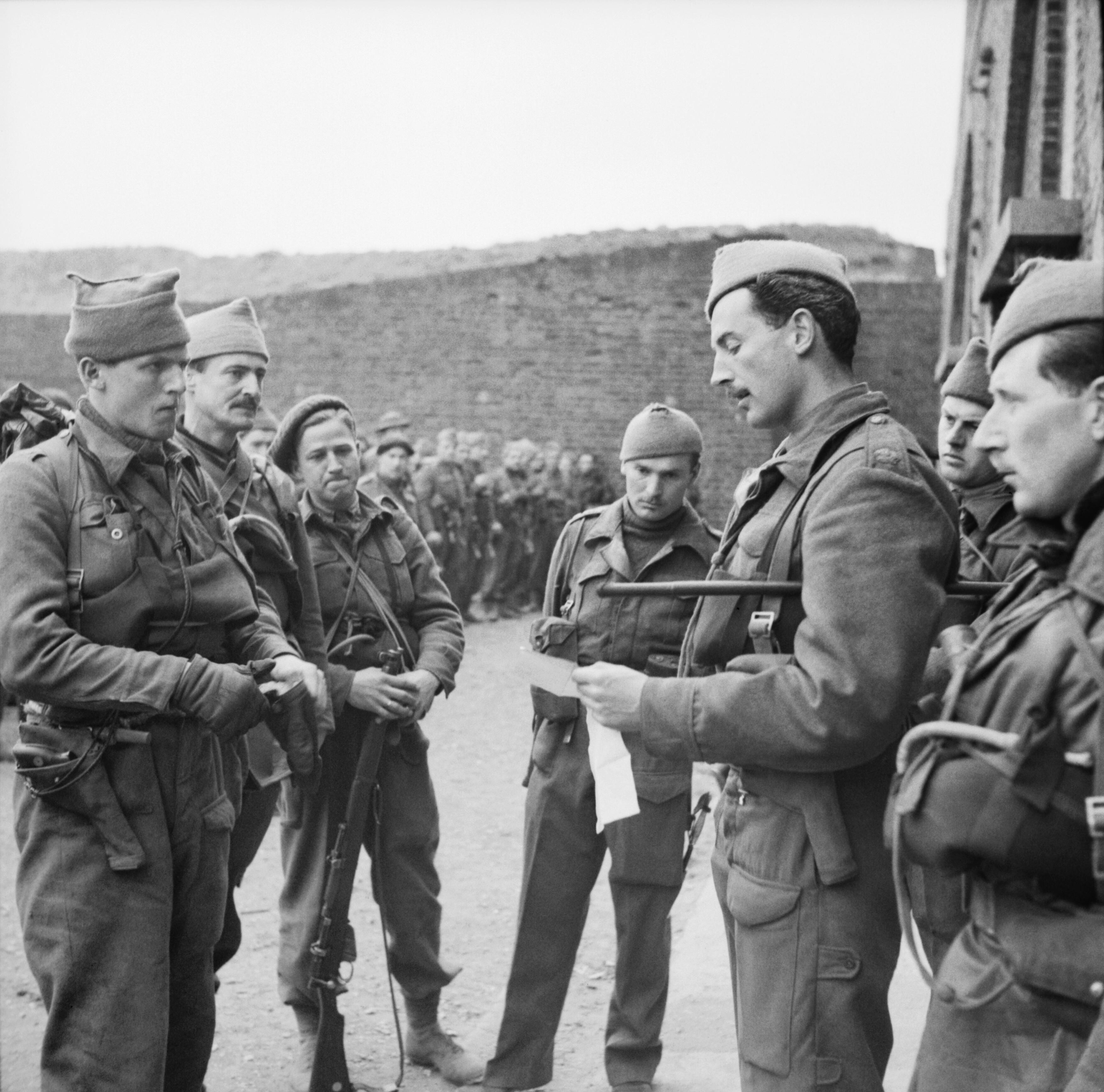
Major Lord Lovat donnant des ordres à ses hommes avant le raid, le 21 avril 1942

Durant la Seconde Guerre mondiale, l’opération Abercrombie a consisté en un raid de l'armée canadienne sur la petite ville côtière française d'Hardelot dans le Pas-de-Calais. Initialement prévue pour la nuit du 18 au 19 avril 1942, elle se déroula finalement dans la nuit du 21 au 22 avril, en raison du mauvais temps.
Il s'agissait d'un raid bref de deux heures à terre afin de reconnaitre les défenses côtières, faire des prisonniers, détruire une batterie de projecteurs et endommager les défenses.
Les forces engagées comprenaient 100 hommes du No. 4 Commando et 50 hommes du Carleton and York Regiment canadien, de la (2e brigade d'infanterie canadienne), sous le commandement du major Lord Lovat.
C'était la première utilisation du nouveau LCS (Landing Craft Support) équipé de deux mitrailleuses et d'un mortier. La flottille canadienne rencontra des problèmes de navigation au compas et fut séparée du groupe, jusqu'à attirer un feu de balles traçantes depuis la côte auquel les MGBs (Motor Gun Boats) d'accompagnement répondirent. Aucune troupe ne débarqua.
Les commandos atterrirent plus au nord que prévu mais sans rencontrer d'opposition ni être détecté jusqu'à ce qu'ils atteignent les dunes et les réseaux de barbelés. Le feu de soutien depuis les LCSs neutralisa en partie des tirs allemands légers sur leur flanc, facilitant la progression des commandos.
Les défenses apparurent légères ou à l'abandon au cours de l'avance et seuls trois soldats allemands, qui se replièrent immédiatement, furent réellement approchés. Le rapport officiel note, « pas d'opposition déterminée ». La patrouille de combat de 12 hommes envoyée pour détruire les projecteurs arriva sur son objectif mais dut se replier avant de porter son attaque par manque de temps.
Les alliés n'eurent qu'un blessé à déplorer, un commando qui reçut une balle dans la cheville pour ne s'être pas identifié suffisamment vite auprès de la sentinelle qui gardait la plage. Les embarcations de soutien de la Royal Navy rencontrèrent et engagèrent des bateaux ennemis, y compris des E Boats. Ils en coulèrent au moins un et en endommagèrent plusieurs, subissant trois pertes dans leurs rangs. Les pertes allemandes à terre sont inconnues.
L'opération servit de retour d'expérience au Combined Operations, département du ministère de la guerre, en vue du raid sur Dieppe, l'opération Jubilee, prévue au mois d'août suivant.
Une des missions du wargame PC Panzer Corps Grand Campaign 42 43 West simule cette opération.